# Heike Sternberg-el Hotabi
Heike Sternberg-el Hotabi (* 1955) ist eine deutsche Ägyptologin.

## Leben
Sternberg-el Hotabi studierte von 1974 bis 1978 Ägyptologie, Koptologie und Assyriologie an den Universitäten Göttingen und Tübingen und schloss 1980 ihr Magisterexamen ab. 1980 bis 1982 war sie Wissenschaftliche Mitarbeiterin im Sonderforschungsbereich 13 „Synkretismusforschung“ an der Universität Göttingen. 1983 wurde sie in Tübingen promoviert und erhielt ein Stipendium der Volkswagen-Stiftung (bis 1986), ab 1985 unterstützt durch ein Reisestipendium des Deutschen Archäologischen Instituts. Von 1988 bis 1990 war sie freie Mitarbeiterin am Deutschen Archäologischen Institut, Abteilung Ägypten, in Kairo. 1992 bis 1995 war sie Habilitandenstipendiatin der Deutschen Forschungsgemeinschaft und habilitierte sich 1999 in Göttingen.
Im Jahre 1999 vertrat sie den Basler Lehrstuhl für Ägyptologie. 1999 bis 2005 war sie Leiterin des DFG-geförderten Projektes „Prosopographisches Lexikon nicht-königlicher Frauen des Neuen Reiches“. Ab 2000 war sie zehn Jahre lang Gastprofessorin an der Universität Graz und ist bis heute außerplanmäßige Professorin am Seminar für Ägyptologie und Koptologie der Universität Göttingen, zudem von 2004 bis 2016 Herausgeberin der Göttinger Miszellen. Beiträge zur ägyptologischen Diskussion.
Sternberg-el Hotabi beschäftigt sich schwerpunktmäßig mit der griechisch-römischen Zeit Ägyptens, mit ägyptischer Religionsgeschichte und mit Frauenforschung. Sie war Mitglied des Graduiertenkollegs 896 „Götterbilder – Gottesbilder – Weltbilder. Polytheismus und Monotheismus in der Welt der Antike“, wo sie das Teilprojekt „Die Göttin Isis und das Schicksal in der altägyptischen Religion“ leitet. Sie gehörte außerdem der Arbeitsgruppe „Religionsgeschichte und Religionskontakte im Alten Testament zum Zeitpunkt der Achämeniden“ an und ist Mitglied im Centrum Orbis Orientalis et Occidentalis (CORO) – Zentrum für Antike und Orient.

## Veröffentlichungen (Auswahl)
- Katalog der mythischen Motive im Tempel von Kom Ombo (Hausarbeit zur Erlangung des M.A.) Göttingen 1979.
- Mythische Motive und Mythenbildung in den ägyptischen Tempeln und Papyri der griechisch-römischen Zeit (= Göttinger Orientforschungen. Band IV. Reihe: Ägypten. Band 14). Göttingen 1985.
- mit Frank Kammerzell: Ein Hymnus an die Göttin Hathor und das Ritual „Hathor das Trankopfer darbringen“ nach den Tempeltexten der griechisch-römischen Zeit (= Rites Egyptiens. Band VII). Brüssel 1992.
- Der Propylon des Month-Tempels in Karnak-Nord. Zum Dekorationsprinzip des Tores und Übersetzung und Kommentierung der Urkunden VIII., Texte Nr. 1 bis Nr. 50. (= Göttinger Orientforschungen. Band IV. Reihe: Ägypten. Band 25). Göttingen 1993.
- Untersuchungen zur Überlieferungsgeschichte der Horusstelen. Ein Beitrag zur Religionsgeschichte Ägyptens im 1. Jahrtausend v. Chr. (= Ägyptologische Abhandlungen. Band 62). Wiesbaden 1999.
- Der Kampf der Seevölker gegen Pharao Ramses III. (= Archäologie, Inschriften und Denkmäler Altägyptens. Band 2). Rahden 2012.